# Parapristella georgiae
Parapristella georgiae är en fiskart som beskrevs av Géry, 1964. Parapristella georgiae ingår i släktet Parapristella och familjen Characidae. Inga underarter finns listade i Catalogue of Life.